# Itaim Bibi (distretto di San Paolo)
Itaim Bibi è un distretto (distrito) della zona occidentale di San Paolo in Brasile, situato nella subprefettura di Pinheiros. 
Comprende quartieri come Vila Olímpia, famoso per la sua vivace vita notturna con i suoi ristoranti e discoteche, e per essere sede di uffici di aziende nazionali e internazionali.